# 중화민국 내정부 경정서
내정부경정서(중국어: 內政部警政署, 병음: Nèizhèngbù Jĭngzhèngshŭ 네이정부 징정수[*], National Police Agency)는 경찰청에 해당하는 중화민국 내정부 소속 행정 부서로 1946년에 설립되었다. 대만, 펑후, 진먼하고 마쭈에서의 경찰 업무를 담당하는 최고 기관이고, 주로 치안 문제를 담당한다. 현재 총 본부는 타이베이에 있다.

## 조직 현황
- 경정서장
- 보안 경찰대
- 형사 경찰국
- 항공 경찰국
- 철로 경찰국
- 국도 도로 경찰국
- 국가 공원 경찰대대
- 대만 보안 경찰총대
- 항무 경찰국
- 각 직할시, 현, 시 경찰국
- 각 현,시 경찰분국(지국)
- 출장소, 분주소
- 경찰 근무구

## 같이 보기
- 중화민국 내정부